# خیرآباد (کوشک قاضی)
خیرآباد (فسا)، روستایی از توابع بخش مرکزی شهرستان فسا در استان فارس ایران است.

## جمعیت
این روستا در  بخش مرکزی شهرستان فسا قرار دارد و براساس سرشماری مرکز آمار ایران در سال ۱۳۹۵، جمعیت آن ۱۴۸۰ نفر (۴۲۰ خانوار) بوده‌است که اکثریت جمعیت آن به کشاورزی اشتغال دارند. 
اثر تاریخی مهم فسا با نام قلعۀ ضحاک (تپه ضحاک)(نام محلی آن، تل ضحاک است) در نزدیکی این روستا قرار دارد.